# Catherine Samba-Panza
Catherine Samba-Panza (ur. 26 czerwca 1954 w Ndżamenie) – środkowoafrykańska polityk i prawnik, od 2013 do 2014 burmistrz Bangi, pełniąca obowiązki prezydenta Republiki Środkowoafrykańskiej od 23 stycznia 2014 do 30 marca 2016.

## Życiorys
Catherine Samba-Panza urodziła się w 1954 w Ndżamenie, w Czadzie. Jej ojciec pochodził z obszarów Kamerunu, a matka z terytorium Republiki Środkowoafrykańskiej. Dorastała w Bangi, po czym podjęła studia we Francji. Uzyskała dyplom z zakresu nauk informatycznych i komunikacji, a także prawa ubezpieczeniowego na Université de Paris II. W 1990 powróciła do Bangi, rozpoczynając pracę w grupie ubezpieczeniowej Allianz, po czym podjęła prywatną działalność w zakresie doradztwa ubezpieczeniowego. Wyszła za mąż za Cyriaque'a Samba-Panzę, środkowoafrykańskiego polityka i ministra w okresie rządów prezydentów André Kolingby i François Bozizé. Jest matką trojga dzieci. 
Jako prawnik z wykształcenia, podjęła działalność w szeregu stowarzyszeń i organizacji pozarządowych. Została członkiem Stowarzyszenia Kobiet Prawników Republiki Środkowoafrykańskiej (AFJC), zajmującego się zwalczaniem przypadków okaleczania żeńskich narządów płciowych oraz innych form przemocy wobec kobiet. Brała również udział w pracach Amnesty International w regionie środkowej Afryki i Wielkich Jezior. 
W 2003, po zamachu stanu i przejęciu władzy przez François Bozizé, została mianowana jednym z współprzewodniczących Dialogu Narodowego, instytucji powołanej w celu normalizacji życia politycznego po przewrocie i organizacji nowych wyborów powszechnych. Dziesięć lat później, po kolejnym zamachu stanu w Republice Środkowoafrykańskiej i objęciu władzy przez Michela Djotodię, została wybrana w maju 2013 na stanowisko burmistrza Bangi. Jej wyboru dokonała Tymczasowa Rada Narodowa, pełniąca rolę tymczasowego zgromadzenia ustawodawczego w okresie transformacji przed nowymi wyborami prezydenckimi i parlamentarnymi. Postrzegana przez antagonistów jako osoba neutralna, uzyskała poparcie dwóch rywalizujących stron, zarówno grup muzułmańskich rebeliantów z koalicji Séléka, którzy obalili prezydenta Bozizé, jak również grup jego chrześcijańskich zwolenników z ugrupowania Antybalaka. Catherine Samba-Panza należy do chrześcijańskiej większości mieszkańców kraju. 
Po ponownej eskalacji konfliktu w Republice Środkowoafrykańskiej w grudniu 2013 i wybuchu walk na tle religijnym między muzułmanami a chrześcijanami, w wyniku których zginęło około tysiąca osób, prezydent kraju Michel Djotodia zrezygnował pod presją międzynarodową z zajmowanej funkcji 10 stycznia 2014. 20 stycznia 2014 Tymczasowa Rada Narodowa wybrała ją na stanowisko tymczasowego szefa państwa. W pierwszej rundzie głosowania uzyskała 64 głosy poparcia, najwięcej ze wszystkich 8 kandydatów i tylko o jeden mniej od wymaganej większości. W drugiej rundzie zmierzyła się z już tylko z Désiré Kolingbą, synem byłego prezydenta André Kolingby, którego pokonała stosunkiem głosów 75 do 53. Zaprzysiężona na stanowisko została 23 stycznia 2014. Obowiązki prezydenta sprawowała do marca 2016.